# Neopanorpa anchoroides
Neopanorpa anchoroides är en näbbsländeart som beskrevs av Zhou 2003. Neopanorpa anchoroides ingår i släktet Neopanorpa och familjen skorpionsländor. Inga underarter finns listade i Catalogue of Life.